# Michael Sorkin
Michael D. Sorkin (2. srpna 1948 Washington, D.C. – 26. března 2020 New York) byl americký architekt, urbanista, spisovatel a akademik spojený především s městem New York. Byl považován za provokatéra a za významného aktéra v polemikách o navrhování veřejných prostranství ve městech počátku 21. století. Kromě toho, že byl uznávaným profesorem na mnoha významných architektonických školách, proslul také jako tvrdý kritik pro Village Voice a jako hostující spoluautor a komentátor v mnoha publikacích a periodikách. Byl ředitelem magisterského programu zaměřeného na urbanismus na City College of New York.

## Život a kariéra
Sorkin byl architekt a urbanista, jehož působení zahrnovala architektonické návrhy, urbanismus a územní plánování, kritiku i učení na vysokých školách. Bakalářský titul získal na University of Chicago v roce 1970 a magisterský titul (M.Arch) pak na Massachusetts Institute of Technology v roce 1974. V roce 1970 získal také magisterský titul (MA) z angličtiny na Columbia University. Byl zakladatelem a vedoucím ateliéru Michael Sorkin Studio sídlícího v New Yorku a působícího celosvětově v oboru územního plánování, urbanismu, navrhování veřejných prostranství ve městech a udržitelného urbanismu.
Sorkin byl od 80. let kmenovým architektonickým kritikem pro The Village Voice a je autorem mnoha článků a knih na téma současné architektury, veřejných prostranství, měst a spojení architektury/urbanismu a politických otázek. Byl spolupředsedou Institute for Urban Design, vzdělávají a lobbistické organizace a viceprezidentem Urban Design Fora v New Yorku a předsedou neziskové výzkumné organizace Terreform.
V roce 2013 mu byla udělena cena Design Mind.
Zemřel 26. března 2020 na komplikace související s nemocí covid-19 jako jedna z mnoha obětí pandemie covidu-19. 

## Urbanismus a územní plánování

### Významné urbanistické projekty
- 1994: Masterplan for the Brooklyn Waterfront.[10]
- 1994: Proposal for Südraum Leipzig[11]
- 1998: Alternative University of Chicago campus masterplan.[12]
- 2001: Proposal for Arverne Urban Renewal Area on the Rockaway peninsula, Queens, N.Y.[13]
- 2001: A Plan For Lower Manhattan.[14]
- 2004: Project for Penang Peaks, Penang, Malaysia.[15]
- 2005: Masterplan for New City, Chungcheong, South Korea.[16]
- 2009: Seven Star Hotel, Tianjin Highrise Building, Tchien-ťin, Čína.[17]
- 2010: Case Study: Feeding New York in New York. 3rd International Holcim Forum 2010 in Mexico City.[18]
- 2010: Plan for Lower Manhattan. Exhibition, Our Cities Ourselves: The Future of Transportation in Urban Life Center for Architecture, Greenwich Village, N.Y.[19]
- 2012: concept for Xi'an, China Airport Office Building[20]
- 2013: 28+: MOMA PS1 Rockaway.[21]
- 2013: New York City Football Stadium Site Survey.[22]
- 2013: An alternative proposal for NYU.[23]

## Ocenění v oboru
- 2009, 2010: American Academy of Arts & Sciences Fellow.[24]
- 2010: Graham Foundation Architecture Award[25]
- 2011 Graham Foundation, for New York City (Steady) State with Robin Balles and Christian Eusebio. [26]
- 2013: Cooper Hewitt, Smithsonian Design Museum Design Mind Award.[27]
- 2015: John Simon Guggenheim Memorial Foundation Fellow in Architecture, Planning and Design[28]

### Monografie
- SORKIN, Michael; HOWE, Marguerite Beede. Go Blow Your Nose. New York: St. Martin's Press, 1981. Dostupné online. ISBN 978-0-312-32987-7. S. 88 pages : illustrations ; 21 cm.
- Exquisite Corpse : Writing on Buildings. New York: Verso, 1991. ISBN 978-0-86091-323-8. S. x.
- SORKIN, Michael. Local code : the constitution of a city at 42°N latitude. New York: Princteton Architectural Press, 1993. ISBN 978-1-878271-79-2.
- SORKIN, Michael. Traffic in democracy. 1st. vyd. Ann Arbor, Michigan: University of Michigan College of Architecture and Urban Planning, 1997. ISBN 978-0-9614792-9-9.
- SORKIN, Michael. Some assembly required. 1st. vyd. Minneapolis: University of Minnesota Press, 2001. ISBN 978-0-8166-9101-2.
- SORKIN, Michael; UNIVERSITY OF CHICAGO. Pamphlet architecture 22 : other plans : University of Chicago studies, 1998–2000. New York, NY : Princeton Architectural Press: Princeton Architectural Pres, 2001. ISBN 978-1-56898-309-7.
- SORKIN, Michael. Starting From Zero. 1st. vyd. New York: Routledge, 2003. ISBN 978-0-415-94737-4. S. 144.
- SORKIN, Michael. Against the wall : Israel's barrier to peace. New York: W.W. Norton, 2005. Dostupné online. ISBN 978-1-56584-990-7. S. xxx.
- GRAHAM, Stephen; FLUSTY, Steven; BOYER, M. Christine; GILLEM, Mark; SIMONE, AbdouMaliq; CRUZ, Teddy; GILMORE, Ruth Wilson & Craig. Indefensible space : the architecture of the National Insecurity State. Redakce Sorkin Michael. 1st. vyd. Routelege: Routledge, 2008. ISBN 978-0-415-95367-2. S. XVII.
- SALTER REYNOLDS, Susan. DISCOVERIES 'Twenty Minutes in Manhattan' by Michael Sorkin; 'Drift' by Victoria Patterson; 'A Day in the Life of Ancient Rome' by Alberto Angela. Los Angeles Times. July 5, 2009.
- SORKIN, Michael. All over the map : writing on buildings and cities. 1st. vyd. London; New york: Verso, 2011. ISBN 978-1-84467-323-0.